# Gomphidia kruegeri
Gomphidia kruegeri är en trollsländeart som beskrevs av Martin 1904. Gomphidia kruegeri ingår i släktet Gomphidia och familjen flodtrollsländor. IUCN kategoriserar arten globalt som livskraftig. Inga underarter finns listade i Catalogue of Life.